# Campeonato Sub-17 de la OFC 1989
El Campeonato Sub-17 de la OFC 1989 fue la tercera edición de dicho torneo. Se llevó a cabo entre el 21 y el 29 de enero en Australia.
Participaron cinco equipos: Australia, China Taipéi, Fiyi, Nueva Zelanda y Vanuatu, que se enfrentaron entre sí en un sistema de todos contra todos. Australia se proclamó campeón por tercera vez y clasificó a la Copa Mundial de la categoría de 1989.

## Equipos participantes
En cursiva los debutantes.
| Equipos participantes | Equipos participantes | Equipos participantes | Equipos participantes |
| --------------------- | --------------------- | --------------------- | --------------------- |
| Australia             | China Taipéi          | Fiyi                  |                       |
| Nueva Zelanda         | Vanuatu               |                       |                       |

## Clasificación
| Selección     | Pts | PJ | PG | PE | PP | GF | GC | Dif |
| ------------- | --- | -- | -- | -- | -- | -- | -- | --- |
| Australia     | 8   | 4  | 4  | 0  | 0  | 35 | 1  | 34  |
| Nueva Zelanda | 6   | 4  | 3  | 0  | 1  | 18 | 5  | 13  |
| China Taipéi  | 4   | 4  | 2  | 0  | 2  | 23 | 5  | 18  |
| Fiyi          | 2   | 4  | 1  | 0  | 3  | 9  | 23 | -14 |
| Vanuatu       | 0   | 4  | 0  | 0  | 4  | 0  | 51 | -51 |

## Resultados
| Fecha               | Lugar     |               |                          | Resultado |                          |               |
| ------------------- | --------- | ------------- | ------------------------ | --------- | ------------------------ | ------------- |
| 21 de enero de 1989 | Australia | Australia     | Bandera de Australia     | 2:0       | Bandera de China Taipéi  | China Taipéi  |
| 21 de enero de 1989 | Australia | Nueva Zelanda | Bandera de Nueva Zelanda | 9:0       | Bandera de Fiyi          | Fiyi          |
| 24 de enero de 1989 | Australia | Fiyi          | Bandera de Fiyi          | 2:10      | Bandera de China Taipéi  | China Taipéi  |
| 24 de enero de 1989 | Australia | Australia     | Bandera de Australia     | 24:0      | Bandera de Vanuatu       | Vanuatu       |
| 25 de enero de 1989 | Australia | Australia     | Bandera de Australia     | 4:0       | Bandera de Fiyi          | Fiyi          |
| 25 de enero de 1989 | Australia | Vanuatu       | Bandera de Vanuatu       | 0:7       | Bandera de Nueva Zelanda | Nueva Zelanda |
| 27 de enero de 1989 | Australia | Nueva Zelanda | Bandera de Nueva Zelanda | 1:0       | Bandera de China Taipéi  | China Taipéi  |
| 27 de enero de 1989 | Australia | Fiyi          | Bandera de Fiyi          | 7:0       | Bandera de Vanuatu       | Vanuatu       |
| 29 de enero de 1989 | Australia | Vanuatu       | Bandera de Vanuatu       | 0:13      | Bandera de China Taipéi  | China Taipéi  |
| 29 de enero de 1989 | Australia | Australia     | Bandera de Australia     | 5:1       | Bandera de Nueva Zelanda | Nueva Zelanda |

| Bandera de Australia |
| Campeón Australia    |
| 3.er título          |